# Equipo de Copa Davis de Sudáfrica
El Equipo sudafricano de Copa Davis es el representativo de Sudáfrica en la máxima competición internacional a nivel de naciones del tenis.

## Historia
Comenzó a participar en el año 1913. Su mejor actuación fue en 1974 cuando ganó la Copa Davis, su rival en la final fue India que se negó a participar en protesta por la política del apartheid.

## Actualidad
En la Copa Davis 2009, Sudáfrica jugó en el Grupo I de la zona Europa/África. Debutó en la primera ronda ante el equipo de Macedonia, ganaron 5-0. En la segunda ronda ganaron a Bielorrusia por 5-0.Con esto ganaron un lugar en el repechaje para buscar un lugar en el Grupo Mundial. En la serie por el ascenso enfrentaron a India, perdiendo por 1-4. En el 2010 volverán a jugar en el Grupo I de la Zona Europa/África.

## Uniformes
| Comisión técnica 02 | Primero de juego | Segundo de juego | Tercero de juego y entrenamiento | Cuarto de juego y entrenamiento | Carmesim especial/Comisión técnica 03 | Bosquímanos/1.º de entrenamiento | Savanistas/2.º de entrenamiento |